# Mélanie Meillard
Mélanie Meillard, född 23 september 1998, är en schweizisk alpin skidåkare som debuterade i världscupen den 13 december 2015 i Åre i Sverige. Hennes första pallplats i världscupen kom när hon slutade trea i tävlingen i parallellslalom den 1 januari 2018 i Oslo i Norge.